# 빅북 (익명의 알코올중독자들)
 익명의 알코올 중독자들은 수많은 남녀들이 알코올 중독에서 회복한 경험담 (초판에 사용된 종이의 두께 때문에 일반적으로 빅북이라고 알려짐)으로 1939년에 익명의 알코올 중독자들(AA)의 창립자 중 한 명인 윌리엄 G. "빌 W." 윌슨과 이 그룹의 초기 100명의 회원이 알코올 중독에서 회복하는 방법을 설명하는 기본 교본이다. 저작 과정은 공동으로 진행되었는데 뉴욕시에 있는 빌 W.의 그룹과 오하이오주 애크런에 있는 또 다른 A.A.설립자인 보브 박사가 책의 초안을 주고받았다. 이 책은 헤로인 중독, 마리화나 중독에서 폭식, 섹스 중독 및 도박 중독에 이르는 많은 중독을 치료하는 데 널리 사용하고, 정신적인 면과 사회적인인  면을 강조하는 "12단계 방법"의 모델이다.
이 책은 3 천만 부를 판매한 베스트셀러 책 중 하나이다. 2011년 타임지는 잡지가 1923년 처음 출판 된 후에 영어로 쓰여진 가장 영향력 있는 100 권의 책 목록에 이 책을 올렸다. 2012년 미국 의회 도서관은 이 책을 "미국을 이루어낸 책" 88 권 중 하나로 지정했다.